# Déterminants et articles en français
Pour les articles homonymes, voir Déterminant.
En grammaire, un déterminant est un mot-outil variable dont la fonction syntaxique est d'actualiser le nom en indiquant, le cas échéant, un certain nombre de précisions concernant celui-ci : genre, nombre, personne, etc. Il précède le nom, qui, avec celui-ci, forme un groupe nominal, dont le nom est le noyau.

## Généralités
Le déterminant transforme le nom dont il est l'un des satellites, en un syntagme nominal :
- Le mot « castor » est un nom, mais le déterminant « un » transforme celui-ci en un syntagme nominal (« Un castor »).

### Catégorie de l'élément déterminé
L'élément (le noyau) actualisé par le déterminant est le plus souvent un nom. Il peut s'agir également d'un pronom ; dans ce cas, le syntagme obtenu est un syntagme pronominal : 
- Cette pomme était excellente ; j'en prends une autre.
  - Le noyau du syntagme « une autre » est le pronom indéfini « autre » : on a donc affaire ici à un syntagme pronominal.

- En outre, le déterminant a le pouvoir de transformer en nom tout élément linguistique (n'importe quelle catégorie, mais également, une simple lettre, une syllabe, une phrase, etc.). On dit alors que cet élément est nominalisé **Il me fatigue avec ses « oui, mais », ses « pourquoi pas ? », ses « peut-être »…

### Accord
Tout déterminant s'accorde en genre et en nombre avec le noyau dont il est satellite : 
- Le boulanger, la boulangère, les boulangers, les boulangères.
  - Le nom noyau est successivement : masculin singulier, féminin singulier, masculin pluriel, et féminin pluriel : le déterminant (le, la, les) fléchit en conséquence.

- À l'oral, cette flexion permet de distinguer certains homophones. Elle permet également, à l'oral aussi bien qu'à l'écrit, de connaître le genre et le nombre des noms dont la forme est invariable, précisément, en genre (les épicènes) ou en nombre :
  - Le maire / la mère ; un secrétaire / une secrétaire ; un bois / des bois…

### Place du déterminant
Normalement, le déterminant précède le noyau, puisqu'il doit annoncer celui-ci. Mais il peut en être séparé par une autre catégorie, par exemple, un adjectif qualificatif ou un autre déterminant : 
- Un beau jour. Un autre jour.
  - Le déterminant « un » est séparé de son noyau (le nom « jour »), par un qualificatif (« beau », épithète antéposée du nom « jour ») dans le premier exemple, et par un autre déterminant (« autre », adjectif indéfini, actualise le nom « jour ») dans le second.

- Lorsqu'il est placé après le noyau, le déterminant devient adjectif qualificatif. À cette occasion, il prend souvent un sens différent : 
  - Un quelconque objet / un objet quelconque.
    - L'adjectif « quelconque » est d'abord déterminant indéfini (= « n'importe quel objet »), puis adjectif qualificatif (= « un objet banal »).

### Article et adjectif déterminant
Dans la grammaire traditionnelle, la notion de déterminant n'existait pas, et on distinguait soigneusement les articles des adjectifs non qualificatifs (aujourd'hui également appelés adjectifs déterminatifs). Cependant ces deux catégories ont des fonctions syntaxiques si proches qu'on a pris l'habitude de les regrouper sous l'étiquette des déterminants :
- L'article constitue le déterminant type. On l'emploie par conséquent chaque fois qu'une autre catégorie de déterminant (un adjectif déterminatif, donc) ne s'impose pas :
  - Le pain est croustillant. Un pain de campagne. Du pain dur pour les oiseaux.

- L'adjectif déterminatif ajoute simplement une indication sémantique supplémentaire à l'article : 
  - Ton livre. Ce livre. Quelques livres. Trois livres. Quel livre ? Quel livre !…
    - L'adjectif déterminatif doit bien sûr être distingué de l'adjectif qualificatif, qui lui, caractérise le noyau en lui affectant une qualité particulière.
    - Certains grammairiens aujourd'hui n'utilisent même plus le terme d'adjectif déterminatif ou d'adjectif non qualificatif, et parlent simplement de déterminant possessif, de déterminant démonstratif, etc.

## Notion d'actualisation
Actualiser (ou déterminer) signifie permettre au nom de remplir sa fonction référentielle, à savoir, permettre au destinataire d'identifier la chose dont on parle (appelée référent) : 
- Amédée lit un livre.
  - Dans cette phrase, le mot « livre » ne désigne pas n'importe quel livre, mais précisément l'objet réel qu'Amédée est en train de lire, en d'autres termes, le référent.

### Nom virtuel et nom actuel
Or, lorsqu'un nom est isolé, qu'il est indépendant d'une parole, d'un discours, d'un contexte, ce nom est dit virtuel, parce qu'il n'est pas encore mis en relation avec un référent déterminé. Par exemple, le même mot livre, pris dans le dictionnaire cette fois, peut virtuellement désigner un livre quelconque, parmi les innombrables livres existants (y compris, bien sûr, celui qu'Amédée est en train de lire dans l'exemple précédent). 
En revanche, dès lors que ce même nom est mis en relation avec d'autres mots du discours, qu'il joue un rôle dans la syntaxe, qu'il participe à un acte de communication, qu'il est en mesure de désigner un référent, un tel nom n'est alors plus virtuel, mais actuel. 
- Le déterminant a pour rôle principal de participer à l'actualisation d'un nom, c'est-à-dire d'annoncer que ce nom n'est pas virtuel, mais est en relation avec un référent : 
  - Un panier à fruits / Un panier pour les fruits que j'ai achetés.
    - Dans ces deux syntagmes nominaux, le nom complément « fruit », est virtuel dans le premier exemple (pas de déterminant, pas de référent propre) et actuel dans le second (présence du déterminant « les », et référent propre).

- L'actualisation d'un nom par le déterminant est souvent aidée par divers éléments syntaxiques appelés expansions ou satellites  du nom noyau. Il peut s'agir d'adjectifs épithètes, de noms compléments de nom, de subordonnées relatives, comme dans l'exemple précédent (« les fruits que j'ai achetés »)…

### Actualisation incomplète et actualisation complète
Or dans la communication, cette fonction référentielle du nom revêt deux aspects distincts, suivant que les indices produits par le déterminant, et donc, transmis au destinataire, permettent ou non à ce dernier d'identifier complètement le référent.
- Lorsque les informations fournies par l'énonciateur et le contexte sont insuffisantes pour identifier le référent, le déterminant indique que le référent existe bien (le nom n'est donc pas virtuel), mais qu'il n'est pas identifiable par le destinataire. On parle alors d'actualisation incomplète (certains grammairiens parlent d'actualisation pour désigner la seule actualisation incomplète et de détermination pour désigner l'actualisation complète). Les déterminants concernés sont appelés déterminants indéfinis. Il s'agit principalement des articles indéfinis et partitifs, ainsi que des adjectifs indéfinis, numéraux et interrogatifs.

- Si au contraire les informations fournies par l'énonciateur et le contexte sont suffisantes pour identifier le référent, ce déterminant annonce  alors une actualisation complète et y participe : dans ce cas, donc, le destinataire, non seulement sait que le nom n'est pas virtuel, mais en plus, il est en mesure d'identifier précisément le représenté. Les déterminants concernés sont appelés déterminants définis. Il s'agit des articles définis, ainsi que des adjectifs possessifs, démonstratifs, exclamatifs et relatifs. On notera que le déterminant défini, certes annonce une détermination complète, mais ne l'assure pas toujours à lui-seul.

Ainsi, par exemple, si mon épouse et moi savons que deux vases, un grand et un petit, sont présents dans la maison, je peux lui dire :
« J'ai cassé le grand vase » ; l'adjectif, dans ce cas, est tout aussi indispensable à la détermination complète que ne l'est l'article défini.

### Remarque
En fait, le terme de déterminant est plutôt mal choisi, puisque dans de nombreux cas, on devrait parler d'indétermination plutôt que de détermination. Par exemple, lorsqu'on dit « quelques livres », on sait qu'il s'agit bien de livres, mais il est plutôt paradoxal de dire que quelques détermine le nom livres, puisque dans ce cas, les livres en question sont complètement indéterminés. Voilà pourquoi certains linguistes préfèrent parler d'actualisateur plutôt que de déterminant, terme trompeur comme nous venons de le voir. Le terme de déterminant demeure cependant largement utilisé dans la grammaire contemporaine.

## Caractère obligatoire du déterminant
Par le rôle qu'il joue dans la fonction référentielle du nom, le déterminant a en principe un caractère obligatoire, c'est-à-dire que tout syntagme nominal ou pronominal doit être suivie d'au moins un déterminant. Il existe toutefois quelques exceptions : les noms actualisés sans la médiation du déterminant, et les noms employés de manière virtuelle.

### Syntagmes actualisés sans déterminant
On trouve plusieurs exemples de noms (ou éléments nominalisés) employés sans déterminant. À chaque fois, le référent est normalement identifiable pour les deux actants de l'énonciation.
- Certains noms propres (la plupart des noms de personnes, de villes…) :
  - Victor Hugo fut un grand écrivain. M. Legault est absent depuis quatre jours. Organisera-t-on un jour des voyages sur Mars comme il s'en organise à Tahiti ? Je ne suis jamais allé à Paris.
    - D'autres noms propres cependant, contre toute attente, nécessitent dans certaines circonstances, l'emploi d'un déterminant (article défini) :
      - L'Amérique ; la Loire ; l'Amazonie ; les Alpes ; le Sahara...

    - Les noms des îles et pays sont précédés d'un déterminant ou non selon l'usage[2].
      - La Corse, l'Australie, la Colombie mais Ibiza, Taïwan, Madagascar, Israël.
- Les dates : 
  - En 1956, nous avons eu un hiver rigoureux. En septembre 2002, il y a eu de graves inondations. La Bastille fut prise le 14 juillet 1789.
- Certaines apostrophes : 
  - Salut, collègue ! Soldats, je suis fier de vous !
- Enfin, les mots pris dans une énumération, sont souvent employés sans déterminant, afin de donner plus de vivacité au discours. Il s'agit alors d'une figure de style appelée disjonction, asyndète ou parataxe : 
  - « Adieu, veau, vache, cochon, couvée. » Jean de La Fontaine, La Laitière et le Pot au lait.

### Syntagmes virtuels
Dans les cas suivants, le nom est employé sans déterminant parce qu'il doit être considéré comme virtuel.
- Dans certaines locutions. De nombreuses expressions anciennes et figées, et que l'on devrait plutôt analyser comme des locutions verbales ou adverbiales, emploient des noms sans déterminant : 
  - Avec joie, avoir faim, faire peur, prendre froid, se rendre compte, tenir parole, avec enthousiasme, de plein gré, blanc comme neige…
- Un élément linguistique autonyme. Devant un nom employé comme autonyme, c'est-à-dire lorsqu'il renvoie, non pas au référent qui lui est habituellement associé, mais à lui-même : 
  - L'hirondelle a deux ailes / Hirondelle a deux « L ».
    - Dans la première phrase, les deux syntagmes nominaux renvoient à deux référents distincts (« L'hirondelle » et « deux ailes »). Dans la seconde, le mot « hirondelle » n'est pas actualisé, il s'agit donc d'un autonyme : il ne renvoie pas à l'oiseau, mais à lui-même (le mot écrit). Donc, pas de référent.

- Un nom satellite d'un autre nom. La suppression du déterminant a souvent lieu lorsque le syntagme nominal est complément de nom du type « complément de caractérisation », prépositionnel ou non (nom apposé), ce qui est logique puisque le complément de caractérisation est toujours virtuel : 
  - Une cabane de gardien, un pull-over en laine, un train à grande vitesse, une chaise pour enfant, un cassoulet maison… Je vous présente Léonard, médecin à Marseille...
  - On peut également comparer : Le bonnet de ma grand-mère / Le bonnet de coton.
    - Le premier syntagme nominal renvoie à deux référents distincts (« bonnet » et « ma grand-mère »). Le second, ne renvoie qu'à un seul, puisque seul le mot « bonnet » est actualisé (le nom « coton » ne l'étant pas, il ne désigne aucun référent).

- Un nom attribut, attribut du sujet ou attribut de l'objet : 
  - Denise est institutrice. Michel a été employé comme secrétaire.

- Les titres d'œuvre, les étiquettes, les pancartes, etc. : 
  - Fables choisies. Courrier arrivé. Fermeture annuelle. Sortie…

- Certains noms renvoyant au temps qui passe. Cela concerne les noms de mois, de fêtes religieuses, de jours de la semaine, de moments de la journée, etc. :
  - En avril, ne te découvre pas d'un fil. Je viendrai à Noël. Il reprend le travail lundi...

## Association de déterminants
Pour un même noyau, les déterminants peuvent être multiples. Ce type d'association de déterminants, obéit cependant à certaines règles. 
- Les adjectifs démonstratifs, possessifs, interrogatifs et exclamatifs se substituent obligatoirement à l'article et ne se combinent que de manière exceptionnelle : 
  - Le pain ; du pain ; un pain ; mon pain ; leur pain ; ce pain ; quel pain ! Quel pain ?…
    - Et non « Le mon pain ; leur un pain ; mon ce pain… »

- En cas de pluralité de déterminants, l'article se place généralement en premier. Seul l'adjectif indéfini « tout » se place avant lui.

- En cas d'actualisation incomplète, on emploie un déterminant indéfini, qui peut être accompagné d'un ou plusieurs déterminants indéfinis (mais jamais par un déterminant défini). Les adjectifs indéfinis et les numéraux sont particulièrement concernés par ce type de combinaison : 
  - Trois autres gâteaux / Quels autres gâteaux as-tu mangés ?

- En cas d'actualisation complète, un déterminant défini est employé à l'exclusion de tout autre déterminant défini ; mais ce déterminant peut être accompagné d'un ou plusieurs déterminants indéfinis. Dans ce cas, ce déterminant défini se met en première position (excepté avec « tout ») : 
  - Les deux autres objets / Tous les autres objets
    - Le nom noyau « objets » est précédé des déterminants suivants : « les » (article défini), « deux » (adjectif numéral cardinal), « autres » (adjectif indéfini) et « tous » (adjectif indéfini).

## Différentes catégories de déterminants
Compte tenu de l'importance de l'opposition entre actualisation complète et actualisation incomplète, la distinction classique entre l'article et l'adjectif déterminatif sera ici mise en retrait au profit de la distinction déterminant indéfini et déterminant défini, chacune de ces deux sous-catégories regroupant des articles et des adjectifs déterminatifs.

### Déterminants indéfinis
Le déterminant indéfini assure une actualisation incomplète au syntagme qu'il annonce. Un tel syntagme, ainsi imparfaitement déterminé, constitue obligatoirement un représentant référentiel. Les sous-catégories de déterminants indéfinis sont les suivantes :
- article indéfini
- article partitif
- adjectif indéfini
- adjectif numéral
- quantificateur
- adjectif interrogatif
  - Un adjectif interrogatif est une variété d'outil interrogatif. Il s'agit principalement du déterminatif « quel » (ainsi que ses flexions « quelle, quels, quelles ») auquel est habituellement associée la locution « combien de ».

### Déterminants définis
Le déterminant défini assure une actualisation complète au syntagme qu'il annonce. Un tel syntagme, ainsi déterminé peut être, soit un représentant textuel (anaphore ou cataphore), soit un représentant référentiel : dans les deux cas, il est toujours parfaitement défini. Les sous-catégories de déterminants définis sont les suivantes :
- article défini
- adjectif possessif
- adjectif démonstratif
- adjectif interrogatif cf adjectif exclamatif
- adjectif exclamatif
  - Un adjectif exclamatif est une variété d'outil exclamatif. Il s'agit principalement du déterminatif « quel » (ainsi que ses flexions « quelle, quels, quelles ») auquel est habituellement associée la locution « que de ».
- adjectif relatif
  - L'adjectif relatif a la forme du pronom relatif « lequel » (ainsi que ses flexions « laquelle, duquel, auquel... »), suivi de la répetition de son antécédent.